# Pháp Loa
Pháp Loa (法螺; 23 tháng 5 năm 1284 – 22 tháng 3 năm 1330), còn có tên là Minh Giác (明覺) hay Phổ Tuệ Tôn giả (普慧尊者), là một thiền sư, nhà lãnh đạo Phật giáo Đại thừa ở Đại Việt thế kỷ 13. Ông tu theo Thiền tông, là môn đệ của Trúc Lâm đại sĩ Trần Nhân Tông, và làm Tổ sư thứ hai của Thiền phái Trúc Lâm. Ông xuất gia 1304, hành đạo suốt 26 năm cho tới khi qua đời ở tuổi 47. Trong quá trình làm đạo, ông đã xây cất nhiều chùa tháp trong nước, truyền bá rộng rãi những lời dạy của Phật Thích-ca Mâu-ni và Tổ sư Thiền, kết nạp nhiều tăng ni, cư sĩ trong đó có các vua Trần Anh Tông, Trần Minh Tông cùng nhiều thành viên hoàng gia và đại thần. Ông còn là người ấn hành Đại tạng kinh tại Việt Nam khoảng năm 1329 và đã để lại nhiều tác phẩm Thiền học và luận thuyết về các kinh Nhập Lăng-già, Diệu pháp liên hoa, Bát-nhã-ba-la-mật-đa. Hiện nay, bộ sách chủ yếu còn sót lại về cuộc đời ông là Tam Tổ thực lục (三祖實錄), ra đời khoảng thế kỷ 14, kể tiểu sử 3 vị tổ sư phái Thiên Tông Trúc Lâm.

## Gia thế
Ông tên tục là Đồng Kiên Cương (同堅剛), sinh ngày 7 tháng 5 năm Giáp Thân (tức 23 tháng 5 năm 1284), niên hiệu Thiệu Bảo thứ 6 đời vua Trần Nhân Tông, quê ở hương Cửu La, huyện Chí Linh, châu Nam Sách, lộ Lạng Giang (nay thuộc phường Ái Quốc, thành phố Hải Dương, tỉnh Hải Dương). Cha ông là Phật tử, họ Đồng, có pháp danh Thuần Mậu; mẹ là Vũ Từ Cứu.
Tương truyền, mẹ ông nằm mộng thấy dị nhân trao cho kiếm thần và sau đó mang thai. Trước đó bà đã sinh 8 người con gái, nên khi có ông, tưởng sẽ là gái nữa, nên thất vọng uống thuốc phá thai. Phá tới bốn lần mà thai không hư, vì thế khi ông sinh ra, mẹ ông rất vui mừng, đặt tên ông là Kiên Cương, có nghĩa là "cứng rắn".

## Xuất gia
Theo sách cổ, Đồng Kiên Cương còn nhỏ đã có chí khác thường, không nói lời ác, không thích ăn đồ cay nồng và thịt, cá.
Năm 1293, vua Trần Nhân Tông nhường ngôi cho thái tử Trần Thuyên, tức Trần Anh Tông. Năm 1299, thượng hoàng Nhân Tông lên núi Yên Tử (Quảng Ninh) sống đời sa-môn, lấy đạo hiệu "Điều Ngự Giác Hoàng". Năm 1304, Điều Ngự đi khắp nơi trong nước, có ý tìm người kế thừa. Khi xa giá vừa đến thôn, Đồng Kiên Cương đỉnh lễ xin xuất gia, Trần Nhân Tông bảo ngay: "Đứa bé này có đạo nhãn, sau này hẳn là pháp khí", mới đặt tên ông là Thiện Lai (善來) cho theo về thụ giới Sa-di. Khi về liêu Kỳ Lân núi Linh Sơn (Chí Linh, Hải Dương), Điều Ngự lại bảo Thiện Lai đến chùa Quỳnh Quán học nơi Hoà thượng Tính Giác. Ông hỏi rất nhiều điều nhưng hoà thượng vẫn chưa giải đáp triệt để. Không thỏa mãn, ông bèn nghiên cứu kinh Lăng Nghiêm, khi chiêm nghiệm chỗ tôn giả A-nan-đà (Ānanda) hỏi Phật bảy lần về vị trí của tâm và đoạn ví dụ khách trần thì có sở đắc.
Sau một thời gian ở Quỳnh Quán, Thiện Lai từ tạ trở về với Điều Ngự. Khi Điều Ngự lên pháp đường đọc bài tán Thái dương ô kê, Thiện Lai có phần chứng ngộ. Điều Ngự bèn cho ông theo hầu bên mình. Một hôm, ông dâng ba bài tụng nhưng cả ba đều bị chê. Điều Ngự khuyên ông phải tự tham. Ông vào phòng đầu óc nặng trĩu, thức đến quá nửa đêm, nhìn thấy bông đèn tàn rụng xuống bỗng nhiên đại ngộ. Điều Ngự âm thầm ấn khả cho ông. Từ đây, ông lập chí tu theo 12 hạnh Đầu-đà.
Năm 1305, Điều Ngự đích thân truyền Giới Thanh văn và Giới Bồ Tát cho ông. Điều Ngự thấy Thiện Lai tu tập tiến bộ nên bạn đạo hiệu Pháp Loa. Năm 1306, Điều Ngự cử Pháp Loa làm chủ giảng tại chùa Báo Ân. Tại đây ông gặp người đệ tử tương lai – Huyền Quang lần đầu tiên, lúc đó ông mới 23 tuổi. Bấy giờ, Huyền Quang đã thọ giới với Bảo Phác, đi cùng thầy mình đến chùa Báo Ân nghe thuyết pháp. Điều Ngự thấy vậy bèn nhận Huyền Quang làm thị giả. Tháng 4 âm lịch năm 1307, Điều Ngự an cư ở am Thiên Bảo, có 7-8 thị giả theo hầu. Xét thấy Pháp Loa là người đứng đầu trong các thị giả, Điều Ngự thuyết Đại Tuệ Ngữ Lục cho ông nghe. Tháng 5 âm lịch năm này, ông theo Điều Ngự lên ở am Ngọa Vân, núi Yên Tử. Ngày rằm tháng này, Điều Ngự làm lễ "bố tát", sau đó cho các đệ tử khác xuống núi, chỉ giữ Pháp Loa ở lại. Điều Ngự đem y bát và tâm kệ giao phó ông, cùng lời dặn phải giữ gìn.

## Trúc Lâm Đệ nhị tổ

### Giai đoạn 1308–1314
Ngày 1 tháng 1 âm lịch năm 1308, tại Cam Lộ Đường chùa Siêu Loại (nay thuộc xã Dương Quang, huyện Gia Lâm, thành phố Hà Nội), Điều Ngự trao Pháp Loa chức trụ trì chùa Siêu Loại đồng thời xác nhận ông là Tổ thứ hai của Thiền phái Trúc Lâm. Buổi lễ được tổ chức Long trọng dưới sự chứng kiến của vua Trần Anh Tông, quốc phụ thượng tể Trần Quốc Chẩn và đông đảo bá quan. Sách Tam Tổ thực lục đã thuật lại:
| “                 | Ngày mồng một tháng 1 năm Mậu Thân, niên hiệu Hưng Long thứ 16 (1308), Sư phụng mệnh nối dòng pháp, trụ trì Cam Lộ Đường chùa Siêu Loại. Mở đầu buổi lễ truyền thừa Tổ vị, Điều Ngự cho tấu đại nhạc, đốt danh hương, dẫn Sư lễ Tổ đường rồi ra điểm tâm. Sau khi điểm tâm, Điều Ngự lại sai tấu nhạc, đánh trống pháp, tập họp đại chúng tại pháp đường. Lúc bấy giờ vua Anh Tông ngự giá đến chùa, vì vua là đại thí chủ của Phật pháp, nên khi phân ngôi chủ khách, vua đứng vào vị trí khách tại pháp đường, còn Thượng tể thì hướng dẫn các quan đứng dưới sân. Điều Ngự lên tòa thuyết pháp, giảng xong, bước xuống đỡ Sư lên tòa, Điều Ngự đứng đối diện chấp tay thăm hỏi. Sư đáp lễ xong, liền nhận Pháp y mặc vào. Điều Ngự bèn bước sang một bên, ngồi trên giường khúc lục, nghe Sư thuyết pháp. Rồi đem chùa Siêu Loại của sơn môn Yên Tử giao cho Sư, bảo phải kế thế trụ trì, làm Tổ thứ hai Thiền phái Trúc Lâm. Lại đem một trăm hộp kinh sử ngoại điển và hai mươi hộp Đại Tạng cỡ nhỏ viết bằng máu trao cho Sư để mở mang sự học nội và ngoại điển. | ” |
| — Tam Tổ thực lục | |   |

Cùng năm, thiền sư Pháp Loa nhận chiếu của vua Anh Tông, truyền giới Xuất gia và giới Bồ tát cho Tuyên Từ Hoàng thái hậu cùng Thiên Trinh Trưởng công chúa tại chùa Siêu Loại. Nhà vua còn sai Trung thư Thị lang Vương Công Trứ cấp độ điệp cho Pháp Loa, ý nói ông là người nối dòng chính thống của thiền phái Trúc Lâm, không phải bị ràng buộc bởi luật pháp thế tục.
Tháng 11 âm lịch năm 1308, Điều Ngự viên tịch, Pháp Loa phụng mệnh đưa xá-lợi về kinh đô và thuyết pháp cho hoàng gia. Đại Việt Sử ký Toàn thư, bộ quốc sử do sử quan Nho gia đời Lê là Ngô Sĩ Liên soạn năm 1479, thời Lê Thánh Tông, có ghi nhận sự hiện diện của Pháp Loa trong lễ tang Thượng hoàng Trần Nhân Tông/Giác Hoàng Điều ngự:
| “                         | Pháp Loa thiêu [xác Thượng hoàng] được hơn ba ngàn hạt xá lỵ mang về chùa Tư Phúc ở kinh sư. Vua [tức Anh Tông] có ý ngờ. Các quan nhiều người xin bắt tội Pháp Loa. Hoàng thái tử Mạnh mới 9 tuổi, đứng hầu bên cạnh, chợt thấy có mấy hạt xá lỵ ở trước ngực, đưa ra cho mọi người xem, kiểm lại trong hộp, thì đã mất một số ít hạt. Vua xúc động đến phát khóc, trong lòng mới khỏi nghi ngờ. | ” |
| — Đại Việt Sử ký Toàn thư | |   |

Sau khi trở về núi, Pháp Loa soạn lại những bài tụng của Điều Ngự lúc ở Thạch thất và biên tập lại dưới tên Thạch thất mị ngữ. Theo Tam Tổ Thực Lục, hàng ngày Pháp Loa rất chăm chỉ đảnh lễ Phật, trì tụng thần chú. Ông còn soạn bài phát nguyện trong Lục Thời Nghi, có nội dung chính là:
| “ | Chư Phật, Bồ-tát có những hạnh nguyện gì đều xin học cả. Hết thảy chúng sanh hoặc tán dương hay hủy báng, hoặc kính trọng hay xem thường, hoặc bố thí hay cướp đoạt, mà khi gặp mặt hay nghe tên, đều nguyện độ cho họ được giác ngộ. | ” |

Ngày 14 tháng 7 âm lịch năm 1309, nhân đại lễ Vu-lan-bồn, Trần Anh Tông mời Pháp Loa tham dự lễ cúng chay Giác hoàng Điều ngự. Pháp Loa gặp Huyền Quang và nhắn nhủ: "Những điều mà Điều Ngự Giác Hoàng dặn dò, nhà ngươi đã quên hết rồi sao?". Từ đây, Huyền Quang tinh tấn tu học và tham gia truyền bá giáo pháp, giúp Pháp Loa mở rộng Thiền phái Trúc Lâm (bấy giờ, Huyền Quang làm trụ trì chùa Vân Yên – núi Yên Tử, giảng dạy cho hàng ngàn học tăng).
Năm 1310, Trần Anh Tông ra chiếu, quy định 3 năm độ tăng 1 lần. Cùng năm đó, nhân lễ cúng chay Điều Ngự vào ngày Vu-lan, Pháp Loa giảng nội dung căn bản kinh Hoa Nghiêm.
Trước đây, năm 1295, thượng hoàng Trần Nhân Tông sai Nội viên ngoại lang Trần Khắc Dụng và Phạm Thảo sang nước Nguyên, thỉnh bộ Đại tạng kinh (gồm 7.182 quyển) từ chùa Hoằng Pháp (Bắc Kinh) về phủ Thiên Trường. Sau đó, triều đình ra lệnh khắc bản Đại tạng kinh, nhưng công việc bị hoãn lại khi Nhân Tông Điều ngự viên tịch năm 1308. Đến năm 1311, vua Anh Tông thỉnh cầu Pháp Loa tiếp tục khắc bản để in Đại tạng kinh. Pháp Loa giao phó thiền sư Bảo Sát, – thị giả của Nhân Tông Điều ngự lúc sinh thời – trông coi việc này. Tháng 4 âm lịch năm 1311, Pháp Loa làm trụ trì chùa Báo Ân – Siêu Loại, tại đây ông giảng Truyền Đăng Lục và nghe kiến giải Phật pháp của Huyền Quang; các kiến giải này đều được Pháp Loa đồng ý.
Tháng 11 âm lịch năm 1312, triều đình thỉnh Pháp Loa tới kinh sư, giảng Đại Tuệ Ngữ Lục ở chùa Tư Phúc (hay chùa Thiên Phúc) trong hoàng thành. Vua Trần Anh Tông trích 5 vạn quan tiền từ kho riêng ra cúng dường cho Pháp Loa; thiền sư lại đem số tiền này bố thí cho người nghèo. Nhà vua còn ngỏ ý cấp thuyền và phu chèo cho Pháp Loa dễ thăm kinh đô, nhưng thiền sư khước từ. Nhà vua lại sai người tôn thất cống hiến cho sư 500 mẫu ruộng ở nông trại Niệm Như.
Ngày 1 tháng 2 âm lịch năm 1313, viện chủ viện Na-Già là Tổ Long Đàm thỉnh Pháp Loa thăm viện này; tại đây, ông giảng các sách Thiền Lâm Thiết Chủy Ngữ Lục, Tuệ Trung Thượng Sĩ Ngữ Lục và kinh Duy-ma-cật. Trong số những Phật tử nghe pháp có vua Trần Anh Tông. Sau đó, nhà vua giúp Pháp Loa tu bổ chùa Báo Ân – Siêu Loại (nay thuộc huyện Gia Lâm, Hà Nội). Nhà vua đứng ra cung cấp những "vật liệu của Tam Bảo" lấy từ cung Thánh Từ (Thăng Long); các quan lo việc cung cấp nhân công, thợ xây cây gỗ. Sau khi chùa khánh thành, nhà vua đã nhiều lần đến thăm, sửa sang thêm cho chùa.
Tháng 9 âm lịch năm 1313, thiền sư Pháp Loa tới chùa Vĩnh Nghiêm ở làng Đức La, phủ Lạng Giang (nay thuộc Bắc Giang), sắp đặt chức vụ và lập sổ bộ cho tăng ni trong nước. Từ đây, chư tăng đều có sổ bộ và được đặt dưới sự quản lý của Pháp Loa. Với hoạt động này, ông xúc tiến việc ổn chức giáo hội thống nhất và xác lập chùa Vĩnh Nghiêm làm trung tâm của Thiền phái Trúc Lâm. Ông cũng khai mạc Đại giới đàn, kết nạp khoảng 1000 đệ tử xuất gia. Đây là cột mốc đầu tiên của việc thực hiện quy định 3 năm mở 1 đại giới đàn độ tăng; các đại giới đàn về sau mỗi lần độ gần 1000 người.

### Giai đoạn 1314–1330
Năm 1314, Trần Anh Tông nhường ngôi cho hoàng thái tử Mạnh, tức vua Trần Minh Tông. Minh Tông giúp Pháp Loa dựng 3 pho tượng Phật cao 17 thước trong chùa Siêu Loại, lại cho lập thêm điện Phật, gác kinh, nhà Tăng, tổng cộng có 33 cơ sở. Pháp Loa đứng ra đặt tên cho các cơ sở mới này. Vua Minh Tông đích thân viết tấm biển "Nhị hương điện" trao cho chùa; ngoài ra, thượng hoàng Trần Anh Tông cũng cúng dường 500 hộp Đại Tạng kinh làm của thường trụ chùa.
Năm 1316, thượng hoàng Anh Tông thỉnh Pháp Loa vào nội điện trao giới Bồ-tát tại gia cho vua Minh Tông.
Tháng 2 âm lịch năm 1317, thiền sư Pháp Loa lâm bệnh nặng. Ông viết bài tâm kệ rồi đem cùng pháp y của Điều Ngự phó thác cho Huyền Quang. Ông còn giao phó cho Cảnh Ngung tích trượng, giao phó cho Cảnh Huy phất tử, giao phó cho Huệ Quang gậy tre (trúc bề), giao phó cho Huệ Nhiên kinh tạng và dụng cụ làm đạo, rồi lại giao linh vàng cho Hải Ấn và chày vàng cho Huệ Chúc. Chẳng bao lâu sau, Pháp Loa khỏi bệnh, Huyền Quang xin trả lại tâm kệ và pháp y.
Tháng 12 âm lịch năm 1317, Pháp Loa kiến lập viện Quỳnh Lâm (nay thuộc thành phố Đông Triều, Quảng Ninh). Tư đồ Văn Huệ vương Trần Quang Triều (cháu nội Hưng Đạo vương Trần Quốc Tuấn) đóng góp cho viện 4.000 quan tiền. Một cư sĩ khác, Nguyễn Trường người ở Vân Động cũng ghé thăm, bái yết Pháp Loa và đóng góp cho ông 75 mẫu ruộng, dùng làm của thường trụ viện Quỳnh Lâm. Cùng năm này, Pháp Loa khánh thành chùa Bảo Sơn Vương ở Cổ Thành; triều đình sai họa sĩ là Hứa Khắc Thành vẽ chân dung đứng của thiền sư.
Tháng 8 âm lịch năm 1318, thượng hoàng Anh Tông xuống chiếu, thỉnh Pháp Loa về am Thường Lạc ở Thiên Trường (Nam Định) – đời Trần, đây là thượng hoàng ở sau khi nhường ngôi. Tại đây, ông giảng sách Truyền Đăng Lục; đến tháng 12 âm lịch năm 1318, ông lại giảng sách Tuyết Đậu Ngữ Lục. Sau khi nghe giảng, thượng hoàng đích thân viết 4 chữ Phổ Tuệ Tôn Giả (普慧尊者) trao cho ông. Cũng từ thời điểm này, Anh Tông và Minh Tông nhiều lần viết thư hỏi thăm, trình bày sở đắc cho Pháp Loa, trong đó hai vua luôn nhận mình là đệ tử. Sách Thánh đăng ngữ lục (cuốn sách khuyết danh ra đời cuối thế kỷ 14, kể việc tu học của 5 vua đầu đời Trần) có chép lại một bức thư như thế của Anh Tông:
"Đệ tử chợt nghe tôn thể không khỏe, kính sai Trung sứ đến hỏi thăm tin tức. Nhân đó được thư Thầy đáp lại, hỏi đến chỗ thấy thế nào? Lòng thẹn sợ, chẳng biết nói lên làm sao? Tạm mượn ngòi bút để tỏ bày, kính trình lên cho Thầy, hầu mở rộng tâm nghe đạo, xem có thật đúng chăng? Lấy đó... hằng làm của báu cho thân.
Tụng:
Mỗi mỗi hư dối,
Không pháp thật được,
Mắt bệnh sanh hoa,
Vọng chia Nam Bắc.
Cũng không làm dữ,
Cũng chẳng tu lành,
Mệt thì liền ngủ,
Đói lại ăn cơm.
Mặc kẻ rối rít,
Mặc người lăng xăng,
Xưa nay như cũ,
Làm chủ hoàn cầu"
Các sách cổ thừa nhận những kiến giải của thượng hoàng đều được Pháp Loa chấp thuận.
Pháp Loa còn được nhiều thành viên hoàng gia, như thái hậu, hoàng hậu, vương hầu, cung phi, công chúa, và đại thần triều đình nhiệt tình ủng hộ. Nhiều người trong số họ đã xuất gia hoặc thọ giới Bồ-tát dưới sự hướng dẫn của Pháp Loa. Ngoài ra, họ còn đóng góp nhiều tiền của, vàng bạc để hỗ trợ Pháp Loa xây, mở mang chùa tháp, tự viện, dựng tượng Phật, tượng Thánh tăng, in kinh sách,... Sự cúng dường nồng nhiệt của họ khiến Pháp Loa và Thiền phái Trúc Lâm luôn có đủ điều kiện kinh tế để hành đạo.
Thời kỳ làm đạo của Pháp Loa, Phật giáo Mật tông bắt đầu ảnh hưởng vào Đại Việt. So với Phật giáo đời Lý, Phật giáo đời Trần hầu như không mang dấu vết Mật tông. Điều này thể hiện rõ nét qua các tác phẩm của vua-thiền sư Trần Thái Tông và Tuệ Trung Thượng Sĩ. Đến thời Pháp Loa, nghi thức Quán đảnh (Abhiseka) được thực hiện khá phổ biến ở Đại Việt. Ngoài ra, năm 1318, vua Minh Tông hạ chiếu, thỉnh Pháp Loa nhờ vị tu sĩ người Nam Á Ban-để-ba-ô-sá-thất-lợi (Panditausasri) dịch kinh Bạch Tán Cái Thần Chú (Mahasitatapatradharani), một tài liệu của Mật tông. Bản thân Pháp Loa cũng soạn sách Kim cương đạo trường đà-la-ni kinh khoa chú, chú giải kinh Kim cương đạo trường đà-la-ni (Vajramanda dharani) cũng của Mật tông. Ngay cả trong sách Thiền đạo yếu học nói về đạo Thiền của mình, Pháp Loa cũng nhắc đến Phật Đại Nhật Như Lai (Vairocana), một vị Phật quan trọng trong Mật giáo.
Năm 1318, Pháp Loa nhận chiếu vua Minh Tông, đón tiếp vị trưởng lão nước Nguyên là Vô Phương (Wu Fang) từ Hồ Nam tới.
Năm 1319, Đại Việt gặp lũ lụt, đói kém. Hai vua Trần trích 100 lượng vàng và 500 lượng bạc từ kho riêng, giao cho Pháp Loa trợ cấp dân chúng. Cùng năm, Pháp Loa được Quốc phụ thượng tể Trần Quốc Chẩn – em trai Anh Tông và là tể tướng đầu triều – mời về giảng Đại Tuệ Ngữ Lục ở chùa Thiên Linh, phủ An Hoa. Nhân khi ông trú ở chùa Báo Thiên, công chúa Hoa Dương (con gái thứ sáu của Trần Thái Tông) xin Pháp Loa thuyết pháp, rồi truyền giới Bồ-tát tại gia cho công chúa cùng nhiều người khác.
Tháng 12 âm lịch năm 1319, Pháp Loa kêu gọi Tăng chúng và cư sĩ chích máu in Đại tạng kinh hơn 5000 quyển, lưu hành tại viện Quỳnh Lâm. Thượng hoàng Trần Anh Tông cũng tự chích máu mình viết Đại tạng kinh cỡ nhỏ, tổng cộng 20 hộp. Theo tác giả Nguyễn Hiền Đức trong sách Lịch sử Phật giáo Đàng Ngoài, sư huynh Pháp Loa là Bảo Sát, người chủ trì việc khắc bản in kinh, đã không cho in toàn bộ 6.010 quyển của Đại Tạng kinh nước Nguyên; thay vì đó, Bảo Sát lược đi một số kinh, rồi bổ sung thêm một số kinh điển của thiền sư, tăng sĩ thời Lý-Trần như Vạn Hạnh, Thường Chiếu, Trần Thái Tông, Nhân Tông Điều Ngự,... Sau cuộc xâm lược nước Việt của nhà Minh năm 1406-1407, người Minh đã thiêu hủy, tịch thu hết sách vở của dân tộc Việt, vì vậy bộ kinh này ngày nay không còn.
Ngày 16 tháng 3 âm lịch năm 1320, thượng hoàng Anh Tông qua đời ở phủ Thiên Trường, được đưa về táng ở Thái Lăng trên núi Yên Sinh, nay thuộc Đông Triều, Quảng Ninh. Pháp Loa đã thuyết pháp cho hoàng gia khi nhập quan tài và khi hạ huyệt chôn thượng hoàng. Cùng năm đó, ông được Tuệ Nhân Đại vương (không rõ tên) mời về chùa Vũ Đinh để thọ tâm giới Bồ tát tại gia. Năm sau (1321), Pháp Loa trao giới này cho Thượng phẩm Hoài Ninh hầu Trịnh Trọng Tử, người đã bày tỏ lòng mộ đạo qua việc đúc một tượng Bồ tát Thiên thủ thiên nhãn. Ông còn nhận chiếu của Minh Tông, đặt pháp hiệu cho Hoàng thái phi Chiêu Từ và viết lời bạt sau bộ Đại Tạng Kinh mà trước đây Anh Tông và các hậu, phi đã chích máu viết nên.
Năm 1321, Pháp Loa tới chùa Sùng Nghiêm (Chí Linh), truyền giới Bồ-tát tại gia cho Quốc phụ thượng tể Trần Quốc Chẩn. Sau đó, ông được thầy Thu Tử – trụ trì chùa Diên Quang ở Hiển Linh thỉnh về giảng phẩm Thập Địa của kinh Hoa Nghiêm – một bộ kinh quan trọng trong Phật giáo Đại Thừa. Từ đây bắt đầu công cuộc chuyên giảng kinh Hoa Nghiêm của Pháp Loa. Năm 1322, thể theo lời mời của Hoài Ninh hầu Trịnh Trọng Tử và Thầy chủ sự Huyền Quang, Pháp Loa ghé chùa Báo Ân–Siêu Loại giảng hội thứ hai của kinh Hoa Nghiêm. Đến khi viên tịch năm 1330, ông đã giảng chín hội Hoa Nghiêm ở nhiều chùa khác nhau, mỗi lần giảng có hơn hàng ngàn người nghe.
Ngày 13 tháng 6 âm lịch năm 1322, vua Trần Minh Tông thỉnh thiền sư Pháp Loa biên chép sách Tham thiền chỉ yếu (có thể cũng có tên Thiền đạo yếu học). Tác phẩm này ghi lại bài giảng của Nhân Tông Điều ngự năm 1306 ở viện Kỳ Lân, trích dẫn một số lời của Tuệ Trung Thượng Sĩ và chịu ảnh hưởng lớn từ dòng thiền Lâm Tế. Công việc hoàn thành, ông được nhà vua tặng thêm hiệu là Minh Giác (明覺). Cùng năm đó, Pháp Loa khánh thành các am Hồ Thiên, Chân Lạc, và phát động xây 1.000 pho tượng Phật. Ông giao cho sư chùa Phổ Quang là Trừng Chiếu giám sát việc thi công. Công việc nhận được sự ủng hộ nồng hậu từ nhiều thành viên hoàng gia và đại thần – tiêu biểu như Hoàng thái hậu Bảo Từ, Quốc mẫu Bảo Huệ, Công chúa Bảo Vân, Kiểm hiệu Tư đồ Trần Quang Triều, Thượng phẩm Hoài Ninh hầu Trịnh Trọng Tử, Hữu bật Đoàn Nhữ Hài,... Đến năm 1324, việc đúc 1000 pho tượng Phật hoàn tất; Pháp Loa vào chùa Phổ Quang ở Nghĩa Trụ dự lễ điểm nhãn các tượng này.
Năm 1322, nhận lời mời của Tư đồ Quang Triều, Pháp Loa ghé thăm dinh An Long, thuyết giảng kinh Thủ-lăng-nghiêm, rồi kiểm tra và sớ giải sách Tứ phần luật. Sau khi Pháp Loa kiểm định và sớ giải xong, Trần Quang Triều in hơn 5.000 quyển cúng dường cho các chùa. Pháp Loa thỉnh cầu các sư huynh là Quốc sư Tông Cảnh (chùa Tiên Du) và Quốc sư Bảo Phác (núi Vũ Ninh) ghé chùa Siêu Loại, giảng cho các sư về Tứ phần luật. Sau đó, cho đến khi mất năm 1330, Pháp Loa tiếp tục truyền giới Bồ-tát, giới Xuất gia và phép Quán đỉnh cho nhiều quý tộc, trong đó có Tư đồ Văn Huệ vương Trần Quang Triều, công chúa Tuyên Chân (con gái Quốc phụ Thượng tể Quốc Chẩn), công chúa Lệ Bảo (con gái Chiêu Huân Vương), Hoàng thái phi Chiêu Từ và các cung nhân của Trần Minh Tông.
Ngày 1 tháng 1 âm lịch năm 1325, Pháp Loa được Quốc mẫu Bảo Huệ thỉnh đến cung Dưỡng Phúc, thuyết kinh Kim Cương Niệm Tụng. Không lâu sau, ông ghé chùa Tư Phúc ở kinh sư giảng Tuyết Đậu ngữ lục. Ngày 1 tháng 9 âm lịch năm này, ông lại vào chùa Tư Phúc giảng kinh Viên Giác.
Các năm 1319, 1325, 1326, đất nước gặp hạn hán, triều đình mời Pháp Loa tổ chức cầu mưa. Ông nhận lời, nhờ các sư đi cầu mưa, lần nào sử cũng chép là "ứng nghiệm".
Tháng 10 âm lịch năm 1327, Pháp Loa kiến lập các am An Mã, Thị Khê và Hạc Lai.
Tháng 9 âm lịch năm 1328, vua Trần Minh Tông ban chiếu mời Pháp Loa làm sách Nhân vương hộ quốc nghi quỹ để nhà vua vừa trị quốc vừa tu dưỡng. Năm sau vào tháng 9 âm lịch, ông thành lập các khu chùa Côn Sơn và Thanh Mai Sơn.
Trong sự nghiệp hành đạo của mình, Pháp Loa đã xây, mở rộng 2 ngôi chùa lớn (Báo Ân và Quỳnh Lâm) và 5 bảo tháp, mở hơn 200 Tăng xá, hoá độ 15.000 Tăng Ni, in 1 bộ Đại Tạng Kinh, tạc 1.300 pho tượng Phật lớn nhỏ, 2 bộ tượng sơn mài và hàng trăm tượng bằng đất. Các đệ tử của ông cũng xây chùa tháp ở nhiều nơi; ví dụ, tu sĩ Trí Nhu xây tháp Linh Tế trên núi Dục Thúy (còn gọi là núi Non Nước – nay thuộc Ninh Bình) và tháp Hiền Diệu trên núi Tiên Long, nay thuộc thành phố Hoa Lư, Ninh Bình. Pháp Loa có hơn 3000 đệ tử xuất gia, nổi bật là Huyền Quang, Cảnh Ngung, Cảnh Huy, Kim Sơn, Tuệ Chúc, Tuệ Nhiên, Hải Ấn, Tuệ Quán, Hoàng Tuế, Huyền Giác, Cảnh Trưng, Vô Sơn Ông (nguyên là Tư đồ Văn Huệ vương),... Trong số cư sĩ đắc pháp có nhiều quý tộc mà tiêu biểu là hai vua Trần Anh Tông, Trần Minh Tông.

## Qua đời
Đầu năm 1330, Pháp Loa được một số quý tộc mời thăm An Lạc tàng viện, giảng lại hội thứ nhất và thứ hai trong kinh Hoa Nghiêm. Không lâu sau, ông lên Thăng Long chúc mừng thượng hoàng Trần Minh Tông dẹp được quân Ngưu Hống. Ngày 3 tháng 2 âm lịch, Pháp Loa trở về viện An Lạc, 2 ngày sau ông bị bệnh. Trong vòng 7-8 ngày tới bệnh tình trầm trọng hơn. Khi Huyền Quang đến thăm Pháp Loa đã có một cuộc hội thoại về Thiền được sử sách lưu lại:
"Đến ngày mười một vào lúc ban đêm Huyền Quang vào thăm bệnh, trong lúc ngủ, Sư [Pháp Loa] kêu "hồng hồng" một tiếng, Huyền Quang hỏi: "Ngủ với thức đã là một chưa?"
Sư đáp: "Ngủ với thức là một, là khi y không bệnh".
Huyền Quang hỏi: "Bệnh với không bệnh đã là một chưa?"
Sư đáp: "Bệnh cũng chẳng can gì đến y, chẳng bệnh cũng chẳng can gì đến y".
Huyền Quang hỏi: "Thế thì tại sao có tiếng nói thốt ra?"
Sư đáp: " Tiếng gió thổi qua cây mà quan tâm làm gì".
Huyền Quang nói: "Tiếng gió thổi qua cây thì người ta không lầm, nhưng khi ngủ nói mớ thì có thể làm người ta lầm".
Sư nói: "Kẻ si mê cũng có thể bị tiếng gió thổi qua cây làm mê lầm lắm".
Huyền Quang nói: " Chỉ có một bệnh đó mà đến chết cũng chưa khỏi".
Sư bèn đạp Huyền Quang, Huyền Quang bỏ ra."
Sau cuộc đối thoại này, thiền sư Pháp Loa có phần bình phục. Ngày 13 tháng 2 âm lịch, ông trở về phương trượng viện Quỳnh Lâm, 6 ngày sau bệnh lại trở nặng. Ông bèn phó chúc áo cà sa và tâm kệ của Điều Ngự cho Huyền Quang. Các đệ tử khác như Cảnh Ngung, Cảnh Huy, Vô Tế,... và nhiều người khác cũng vào phương trượng xin kệ và hỏi han, Pháp Loa cho kệ và "trả lời những câu hỏi của họ không biết mỏi mệt" (dẫn theo sách Tam Tổ Thực Lục). Ngày 1 tháng 3 âm lịch năm 1330, thượng hoàng Minh Tông đến thăm bệnh, nhưng không thấy thiền sư có triệu chứng sắp mất. Sau đó, thượng hoàng hai lần cho thái y đến chữa trị nhưng cũng đều rút ra kết luận tương tự. Đến đêm ngày 3 tháng 3 âm lịch (22 tháng 3 dương lịch), bệnh tình nguy kịch, Pháp Loa có cuộc đối thoại với Huyền Quang. Sách Tam Tổ Thực Lục kể lại:
| “                 | Huyền Quang vào thăm hỏi: "Xưa nay những người sắp lâm chung thì buông đi tốt hay giữ lại tốt?" Sư đáp: "Đi hay ở đều chẳng liên can gì cả". Huyền Quang hỏi: " Chẳng liên can gì cả là thế nào?' Sư đáp: "Tùy xứ Tát-bà-ha". | ” |
| — Tam Tổ Thực Lục | |   |

Các đệ tử vào phương trượng, hỏi vì sao các tổ đều làm kệ lâm chung mà thầy không có, Pháp Loa viết:
| 萬緣裁斷一身閒。 四十餘年夢幻間 珍重諸人休借問。 那邊風月更邇寬 | Vạn duyên tài đoạn nhất thân nhàn Tứ thập dư niên mộng huyễn gian Trân trọng chư nhân hưu tá vấn Na biên phong nguyệt cánh nhĩ khoan. | Muôn duyên cắt đứt, tấm thân nhàn, Hơn bốn mươi năm cõi mộng tàn. Giã biệt! Xin đừng theo hỏi nữa, Bên kia trăng gió mặc thênh thang. |

Viết xong, ông ném bút, an nhiên viên tịch vào đúng giờ Tý, thọ 47 tuổi. Các đệ tử khâm liệm thiền sư vào quan tài, đến giờ Sửu rước lên chôn cất ở chùa Thanh Mai (núi Thanh Mai). Thượng hoàng Minh Tông sai trung sứ đến núi Thanh Mai để nghe thuật lại bài kệ thị tịch cùng những cuộc đối đáp của Pháp Loa lúc sắp mắt. Đến ngày 11 tháng 3 âm lịch, thượng hoàng truy tặng Pháp Loa danh hiệu Tịnh Trí Tôn giả (淨智尊者), cúng dường 10 lượng vàng cho việc xây tháp thờ Pháp Loa. Tháp này được đặt tên là Viên Thông. Thượng hoàng còn viết bài thơ viếng thiền sư, tựa là Đề chùa Thanh Mai viếng Pháp Loa tôn giả (Vãn Pháp Loa tôn giả đề Thanh Mai tự). Sách Thơ văn Lý Trần (tập 2, quyển thượng) do Nguyễn Huệ Chi, Trần Thị Băng Thanh, Đỗ Văn Hỷ và Trần Tú Châu biên soạn đã chép lại rằng:
| 挽法螺尊者題青梅寺 唾手塵寰以了緣， 覺皇金縷得人傳. 青山蔓草棺藏履， 碧樹深霜殼脫蟬. 夜掩講堂今古月， 晚迷丈室有無煙. 相投針芥嗟非昔， 琢就哀章淚泫然. | Vãn Pháp Loa tôn giả đề Thanh Mai tự Thoá thủ trần hoàn dĩ liễu duyên, Giác Hoàng kim lũ đắc nhân truyền. Thanh sơn mạn thảo quan tàng lý, Bích thụ thâm sương xác thoát thiền. Dạ yểm giảng đường kim cổ nguyệt, Hiểu mê trượng thất hữu vô yên. Tương đầu châm giới ta phi tích, Trác tựu ai chương lệ huyễn nhiên. | Đề chùa Thanh Mai viếng Pháp Loa tôn giả Trắng tay chẳng chút nợ trần mang, Đã có người truyền phép Giác vương. Giầy xếp trong quan, nghìn núi cỏ, Ve ra ngoài xác, một cây sương. Trăng đêm nương náu trong tăng viện, Mù sớm ngăn che trước pháp đường. Kim cổ cùng nhau nay vắng vẻ, Viếng ai một khúc lệ đôi hàng. Bản dịch của Đinh Văn Chấp, đăng trên Tạp chí Nam Phong |

## Tác phẩm
Các tác phẩm của Pháp Loa được ghi nhận trong sách Tam Tổ Thực Lục:
1. Đoạn sách lục;
2. Tham thiền chỉ yếu (còn dịch là Thiền đạo yếu học)
3. Kim cương đạo trường đà-la-ni kinh khoa chú;
4. Tán Pháp hoa kinh khoa sớ;
5. Bát-nhã tâm kinh khoa;
6. Nhân vương hộ quốc nghi quỹ,

và một vài bài kệ trước lúc tịch.

## Nhận định
Sinh thời, năm 1322 Pháp Loa có nhận lời khen ngợi của vua Trần Minh Tông:
| “                | Sư phong thái siêu thoát, chí khí hiên ngang, đáng gọi là người không lường. Nay xem đến bài "Tham Thiền Chỉ Yếu" do Sư dâng lên, thật là ra vào có phép tắc, bước đi có quy cũ, nếu không phải tâm cơ bậc tài ba, kế sách vị tướng giỏi, đâu hay được như thế ư? Tông phong của giòng Trúc Lâm chính thế mà chẳng suy sụp, đáng ban khen thêm hai chữ "Minh Giác". | ” |
| — Trần Minh Tông | |   |

Tác phẩm của Pháp Loa ngày nay chỉ có một phần sách Thiền Đạo Yếu Học, được in trong sách Tam Tổ Thực Lục, ngay sau phần tiểu sử Pháp Loa. Sách này có ghi lại lời ghi chú của một người khắc bản sách ở ngay sau phần Thiền Đạo Yếu Học:
| “                 | Sư tịch năm 47 tuổi, được nối dòng sau 23 tuổi theo tông môn của Dương Kỳ, nắm chỉ ý của Viên Ngộ, ngày ngày đàm thiền thuyết pháp trong tinh thần "vô nhất pháp nhi khả đắc", nơi nơi tiếp xúc độ sinh, theo tinh thần "phi chúng sinh nhi bất lợi". Khi đi thì thấy trâu đã rống mặt trăng, khi đứng thì nghe ngựa gỗ hí gió; ngôi thì dựa vào gốc cây không bóng, nằm thì nghỉ lưng nơi không giường chiếu, nào ai có thể biết được sự tuyệt với của đời ngài. Kinh Chư Sơn Lâm nói: "Thiền tông chợ sáng" tức là nếu gặp ý chỉ ngoài ngôn ngữ ngữ thì không nên dính vào kiến văn, chớ kẹt vào nghĩa huyền diệu trong văn cú. Hãy khai mở tư duy một cách thong thả, nhiên hậu mới có thể hướng về tông môn, đạt tới chuyển ngộ, mới có thể nắm tay tổ cùng đi... Nếu không thì cũng chỉ làm một cuốn sách mọt gặm mà thôi vậy... | ” |
| — Tam Tổ Thực Lục | |   |